# (2172) Plavsk
(2172) Plavsk es un asteroide perteneciente al cinturón de asteroides, descubierto el 31 de agosto de 1973 por Tamara Mijáilovna Smirnova desde el Observatorio Astrofísico de Crimea (República de Crimea).

## Designación y nombre
Designado provisionalmente como 1973 QA2. Fue nombrado Plavsk en homenaje a la ciudad rusa Plavsk.